# ترير الثعالب

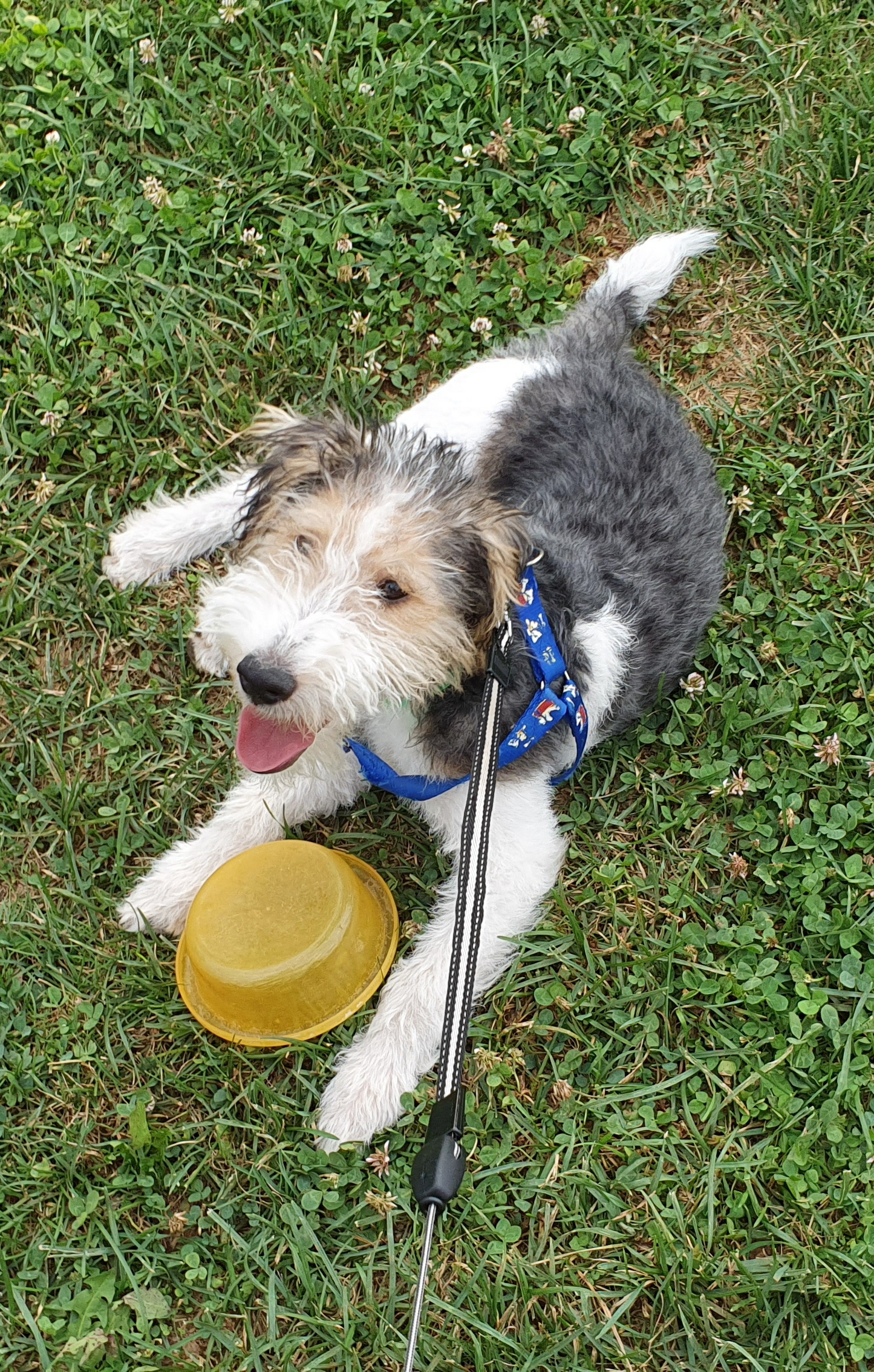
جرو ترير الثعالب wire بلغ أربع أشهر يلعب بوعاء ماء

تَرْيَر الثعالب تشير إلى سُلالتين مختلفتين من كلب الترير. نشأت السلالتان في القرن التاسع عشر من حفنة من الكلاب التي تنحدر من أصناف سابقة من الكلاب البريطانية، وترتبط بسلالات ترير أبيض حديثة أُخَر.

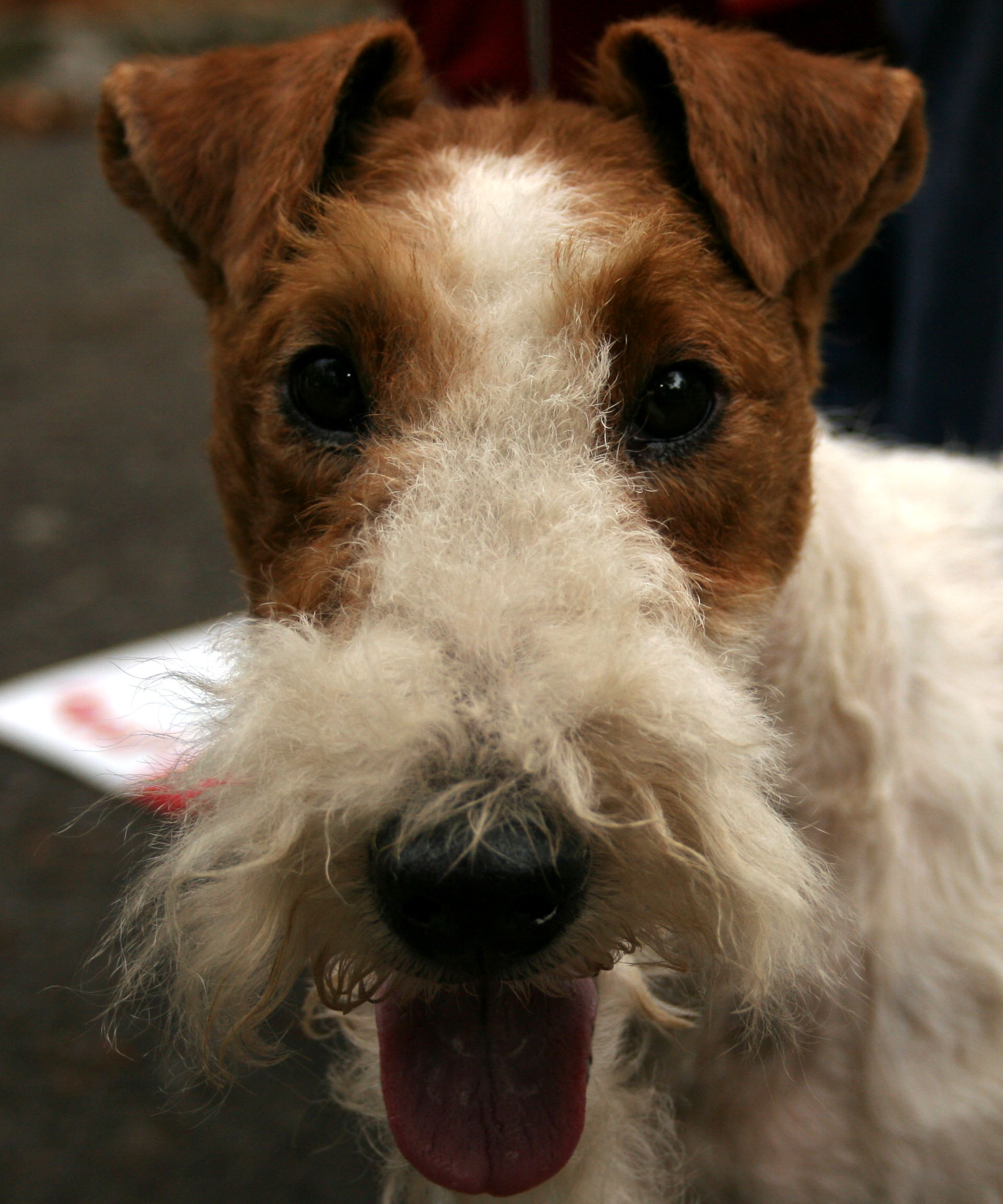
رئيس ترير الثعالب wire